# ブロードウェイ・テンペスト
ミュージカル・コメディ『ブロードウェイ・テンペスト』は、宝塚歌劇団雪組の作品。16場。併演は『海に生きる』。1964年12月3日から12月27日に宝塚大劇場で公演が行われた。

## 解説
ウィリアム・シェイクスピアの『テンペスト』にヒントを得た作品。ブロードウェイのスターを夢見る2人の男、ファーディーとプロスペロが苦労の末に夢を叶えるコメディ。

## スタッフ
- 作・演出：小原弘稔
- 音楽：寺田瀧雄、吉崎憲治、南安雄、中川昌、奥村貢
- 音楽指揮：溝口尭
- 振付：岡正躬、佐々木和男、山田卓、喜多弘
- 装置：黒田利邦
- 衣装：小西松茂
- 照明：久保安太郎
- 小道具：生島道正
- 効果：東信行
- 録音：松永浩志
- 演出助手：海野洋司
- 振付助手：鈴木武

## 主な出演者
- プロスペロ：大路三千緒
- ネープレス夫人：淡路通子
- シルビア：三鷹恵子
- アントニー：松乃美登里
- ファーディー：真帆志ぶき
- ミランダ：日夏悠理
- ネープレス：岸香織
- ギャリバン：牧美佐緒
- ジュリア：姫由美子